# Marobo (Fluss)
Der Marobo ist einer der Quellflüsse des Lóis, des größten Flusssystems von Osttimor.

## Verlauf

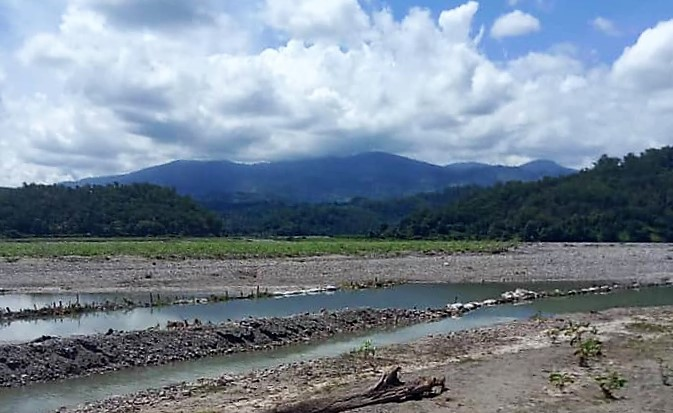
Der Marobo in Guenu Lai

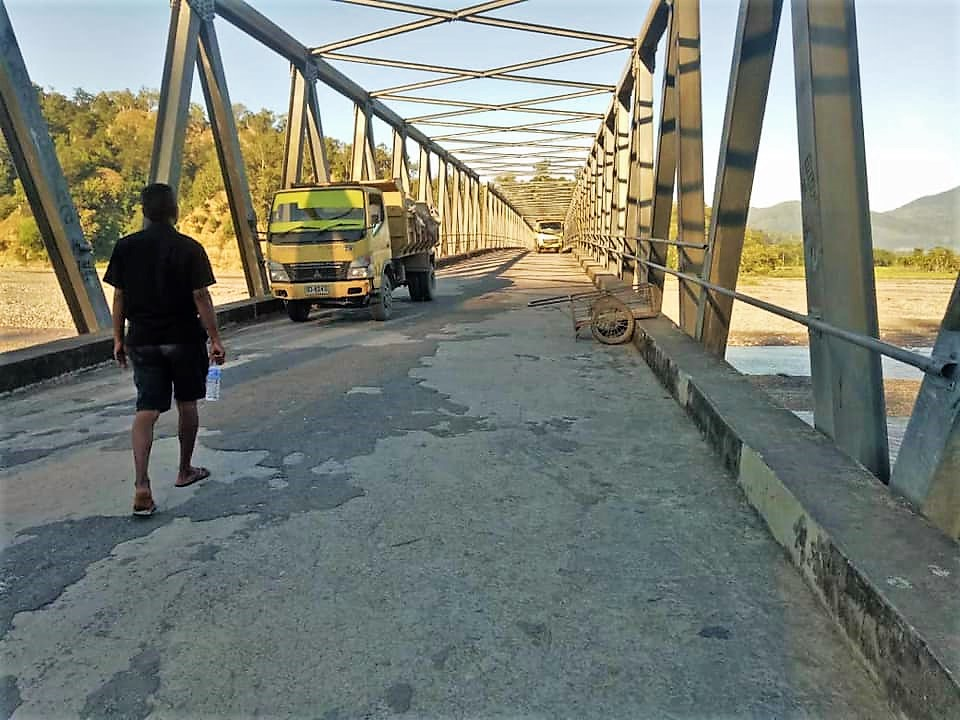
Auf der Ponte Bilimau in Purugua

Der Marobo entspringt nahe dem Ort Marobo (Gemeinde Bobonaro). Teilweise wird er Aitasio genannt. Der Fluss bildet auf weiter Strecke die Grenze zwischen den Gemeinden Ermera und Bobonaro, fließt zuerst nach Norden und dreht dann nach Osten. Schließlich treffen Nunura und Marobo aufeinander und bilden schließlich den Lóis.

## Bedeutung
Entlang des Marobo liegen vor allem in den Verwaltungsämtern Cailaco und Atsabe Reisfelder, die durch den Fluss bewässert werden. Reis ist eines der Hauptnahrungsmittel der dortigen Bevölkerung.